# Carlo Augusto di Thurn und Taxis
Carlo Augusto Giuseppe Maria Massimiliano Lamoral Antonio Ignazio Benedetto Valentino, principe di Thurn und Taxis (nome completo in tedesco: Karl August Joseph Maria Maximilian Lamoral Antonius Ignatius Benediktus Valentin Fürst von Thurn und Taxis; Castello di Garatshausen, 23 luglio 1898 – Ratisbona, 26 aprile 1982), fu il decimo principe di Thurn und Taxis e capo del Casato Principesco di Thurn und Taxis dal 13 luglio 1971 fino alla sua morte.

## Infanzia ed educazione
Carlo Augusto era il terzogenito di Alberto, VIII Principe di Thurn und Taxis, e di sua moglie l'Arciduchessa Margherita Clementina d'Austria. Dopo essersi diplomato in una scuola locale, Carlo Augusto studiò scienze all'Università di Würzburg.

## Matrimonio e famiglia
Carlo Augusto sposò la Principessa Maria Anna di Braganza, figlia di Miguel, Duca di Braganza, e di sua moglie la Principessa Maria Theresa di Löwenstein-Wertheim-Rosenberg, quindi sorella di sua cognata Isabella Maria, il 18 agosto 1921 allo Schloss Taxis a Dischingen nel Baden-Württemberg. Carlo Augusto e Maria Anna ebbero quattro figli:
- Principessa Clotilde di Thurn und Taxis (30 novembre 1922-1º settembre 2009)[1][2] sposò il Principe Hans-Moritz del Liechtenstein
- Principessa Mafalda di Thurn und Taxis (6 marzo 1924-24 luglio 1989)[1][2]
- Giovanni, XI Principe di Thurn und Taxis (5 giugno 1926 – 28 dicembre 1990)[1][2]
- Principe Alberto di Thurn und Taxis (23 gennaio 1930 – 4 febbraio 1935)[2]

Dopo il matrimonio, Carlo Augusto e sua moglie andarono a vivere a Gut Höfling a Ratisbona dove gestì gli interessi agricoli della famiglia nelle vicinanze di Burgweinting. Come un avversario impegnato contro il Nazismo, Carlo Augusto proibì ai suoi figli, dopo il Machtergreifung, di entrare a far parte della Gioventù hitleriana.

## II guerra mondiale
A causa del suo atteggiamento anti-nazista, Carlo Augusto fu imprigionato dalla Gestapo a Landshut dal 1944 al 1945.

## Vita successiva
Dopo la morte del fratello maggiore Francesco Giuseppe nel 1971, Carlo Augusto all'età di 73 anni gli successe come Capo del casato di Thurn und Taxis. Durante questo periodo, fu responsabile dell'ammodernamento dei beni agricoli e forestali del Casato di Thurn und Taxis e costruì case per i suoi operai e impiegati. Inoltre, sostenne il mantenimento costante del patrimonio storico-culturale della Casata di Thurn und Taxis. Carlo Augusto restaurò le parti interne dell'Abbazia di Sant'Emmerano nonché gli arazzi del XVII e XVIII secolo. Dopo la sua morte il 26 aprile 1982, Carlo Augusto fu sepolto nella cappella della Abbazia di San Emmerano.

## Titoli, trattamento, onorificenze e stemma

### Titoli e trattamento
- 23 luglio 1898 – 13 luglio 1971: Sua Altezza Serenissima Principe Carl Augusto di Thurn und Taxis
- 13 luglio 1971 – 26 aprile 1982: Sua Altezza Serenissima Il Principe di Thurn und Taxis

## Ascendenza
|                                              |                           |                                    | Genitori                                      |  |  | Nonni |  |  | Bisnonni                              |  |  | Trisnonni                           |  |
|                                              |                           |                                    |                                               |  |  |       |  |  | Massimiliano Carlo di Thurn und Taxis |  |  | Carlo Alessandro di Thurn und Taxis |  |
|                                              |                           |                                    |                                               |  |  |       |  |  | Massimiliano Carlo di Thurn und Taxis |  |  | Carlo Alessandro di Thurn und Taxis |  |
|                                              |                           | Teresa di Meclemburgo-Strelitz     |                                               |  |  |       |  |  | Massimiliano Carlo di Thurn und Taxis |  |  |                                     |  |
| Massimiliano Antonio di Thurn und Taxis      |                           |                                    |                                               |  |  |       |  |  | Massimiliano Carlo di Thurn und Taxis |  |  |                                     |  |
|                                              |                           | Baronessa Guglielmina di Dörnberg  | Ernesto di Dörnberg                           |  |  |       |  |  |                                       |  |  |                                     |  |
|                                              |                           | Baronessa Guglielmina di Dörnberg  | Ernesto di Dörnberg                           |  |  |       |  |  |                                       |  |  |                                     |  |
|                                              |                           | Baronessa Guglielmina di Dörnberg  | Wilhelmine Henriette Maximiliane von Glauburg |  |  |       |  |  |                                       |  |  |                                     |  |
| Alberto I di Thurn und Taxis                 |                           | Baronessa Guglielmina di Dörnberg  |                                               |  |  |       |  |  |                                       |  |  |                                     |  |
|                                              |                           | Massimiliano Giuseppe in Baviera   | Pio Augusto in Baviera                        |  |  |       |  |  |                                       |  |  |                                     |  |
|                                              |                           | Massimiliano Giuseppe in Baviera   | Pio Augusto in Baviera                        |  |  |       |  |  |                                       |  |  |                                     |  |
|                                              |                           | Massimiliano Giuseppe in Baviera   | Amalia Luisa di Arenberg                      |  |  |       |  |  |                                       |  |  |                                     |  |
| Elena di Baviera                             |                           | Massimiliano Giuseppe in Baviera   |                                               |  |  |       |  |  |                                       |  |  |                                     |  |
|                                              |                           | Ludovica di Baviera                | Massimiliano I Giuseppe di Baviera            |  |  |       |  |  |                                       |  |  |                                     |  |
|                                              |                           | Ludovica di Baviera                | Massimiliano I Giuseppe di Baviera            |  |  |       |  |  |                                       |  |  |                                     |  |
|                                              |                           | Ludovica di Baviera                | Carolina di Baden                             |  |  |       |  |  |                                       |  |  |                                     |  |
| Carlo Augusto, X Principe di Thurn und Taxis |                           | Ludovica di Baviera                |                                               |  |  |       |  |  |                                       |  |  |                                     |  |
|                                              | Giuseppe d'Asburgo-Lorena | Leopoldo II d'Asburgo-Lorena       |                                               |  |  |       |  |  |                                       |  |  |                                     |  |
|                                              | Giuseppe d'Asburgo-Lorena | Leopoldo II d'Asburgo-Lorena       |                                               |  |  |       |  |  |                                       |  |  |                                     |  |
|                                              | Giuseppe d'Asburgo-Lorena | Maria Luisa di Borbone-Spagna      |                                               |  |  |       |  |  |                                       |  |  |                                     |  |
| Giuseppe Carlo Luigi d'Asburgo-Lorena        | Giuseppe d'Asburgo-Lorena |                                    |                                               |  |  |       |  |  |                                       |  |  |                                     |  |
|                                              |                           | Maria Dorotea di Württemberg       | Ludovico Federico Alessandro di Württemberg   |  |  |       |  |  |                                       |  |  |                                     |  |
|                                              |                           | Maria Dorotea di Württemberg       | Ludovico Federico Alessandro di Württemberg   |  |  |       |  |  |                                       |  |  |                                     |  |
|                                              |                           | Maria Dorotea di Württemberg       | Enrichetta di Nassau-Weilburg                 |  |  |       |  |  |                                       |  |  |                                     |  |
| Margherita Clementina d'Asburgo-Lorena       |                           | Maria Dorotea di Württemberg       |                                               |  |  |       |  |  |                                       |  |  |                                     |  |
|                                              |                           | Augusto di Sassonia-Coburgo-Kohary | Ferdinando di Sassonia-Coburgo-Kohary         |  |  |       |  |  |                                       |  |  |                                     |  |
|                                              |                           | Augusto di Sassonia-Coburgo-Kohary | Ferdinando di Sassonia-Coburgo-Kohary         |  |  |       |  |  |                                       |  |  |                                     |  |
|                                              |                           | Augusto di Sassonia-Coburgo-Kohary | Maria Antonia di Koháry                       |  |  |       |  |  |                                       |  |  |                                     |  |
| Clotilde di Sassonia-Coburgo-Kohary          |                           | Augusto di Sassonia-Coburgo-Kohary |                                               |  |  |       |  |  |                                       |  |  |                                     |  |
|                                              |                           | Clementina d'Orléans               | Luigi Filippo di Francia                      |  |  |       |  |  |                                       |  |  |                                     |  |
|                                              |                           | Clementina d'Orléans               | Luigi Filippo di Francia                      |  |  |       |  |  |                                       |  |  |                                     |  |
|                                              |                           | Clementina d'Orléans               | Maria Amalia di Borbone-Due Sicilie           |  |  |       |  |  |                                       |  |  |                                     |  |
|                                              |                           | Clementina d'Orléans               |                                               |  |  |       |  |  |                                       |  |  |                                     |  |